# Kabinett Blair I
Das Kabinett Blair I wurde im Mai 1997 von Tony Blair kurz nach den britischen Unterhauswahlen am 1. Mai 1997 gebildet und es regierte bis Mai 2001. Die Unterhauswahl 1997 hatte den ersten Regierungswechsel seit 18 Jahren gebracht (Margaret Thatcher hatte 1979 bis 1990 regiert; ab dann John Major).

## Regierungszeit
Blair war seit Juli 1994 Vorsitzender der Labour Party und hatte sie neu ausgerichtet („New Labour“).
Die Conservative Party erhielt 1997 165 Unterhaussitze (nach 336 bei der Wahl 1992) und verlor in den Wahlkreisen in Schottland und Wales sämtliche Unterhaussitze. Labour errang 179 Unterhaussitze mehr als die Opposition. Die Wahl 1997 wurden als bloodbath (Blutbad) für die Konservative Partei (‚Tories‘) und als land slide victory (Erdrutschsieg) für Labour bezeichnet.
Blair (* 6. Mai 1953) war der jüngste Prime Minister des 20. Jahrhunderts.
In Blairs Kabinetten gab es im Laufe von Blairs Amtszeit zahlreiche Umbesetzungen. Zu Beginn der ersten Amtszeit fiel die britische Arbeitslosenquote; der britischen Wirtschaft ging es relativ gut. Viele europäische Länder praktizierten eine Austeritätspolitik, um die Einführungsbedingungen für den Euro zu erfüllen; in Ostasien (auch in Japan) gab es 1997 und 1998 die Asienkrise, eine Finanz-, Währungs- und Wirtschaftskrise. Im ersten Halbjahr 1998 präsidierte Blair turnusgemäß der Europäischen Union (damals 15 Mitglieder). Mit ihrer erdrückenden Mehrheit konnte New Labour zahlreiche Reformen durchführen, die unter anderem die Themen Bildung, Wirtschaft und Devolution betrafen.

## Regierungsmitglieder
| Zugehörigkeit |  | Labour |

| Amt                                                                              | Bild             | Person              | Partei       | Partei                            | Amtszeit          | Amtszeit      |
| -------------------------------------------------------------------------------- | ---------------- | ------------------- | ------------ | --------------------------------- | ----------------- | ------------- |
| Premierminister Erster Lord des Schatzamtes Minister für den öffentlichen Dienst |                  | Tony Blair          |              | Labour Party                      | 2. Mai 1997       | 8. Juni 2001  |
| Stellvertretender Premierminister Minister für Umwelt, Verkehr und Regionen      |                  | John Prescott       | Labour Party | 2. Mai 1997                       | 8. Juni 2001      |               |
| Schatzkanzler Zweiter Lord des Schatzamtes                                       | Gordon Brown     | Gordon Brown        | Labour Party | 2. Mai 1997                       | 8. Juni 2001      |               |
| Lordkanzler                                                                      |                  | Derry Irvine        | Labour Party | 2. Mai 1997                       | 8. Juni 2001      |               |
| Lordpräsident des Rates Leader of the House of Commons                           |                  | Ann Taylor          | Labour Party | 2. Mai 1997                       | 27. Juli 1998     |               |
| Lordpräsident des Rates Leader of the House of Commons                           | Margaret Beckett | Margaret Beckett    | Labour Party | 27. Juli 1998                     | 8. Juni 2001      |               |
| Lordsiegelbewahrer Leader of the House of Lords                                  |                  | Ivor Richard        | Labour Party | 2. Mai 1997                       | 27. Juli 1998     |               |
| Lordsiegelbewahrer Leader of the House of Lords                                  |                  | Margaret Jay        | Labour Party | 27. Juli 1998                     | 8. Juni 2001      |               |
| Chief Secretary to the Treasury                                                  | Alistair Darling | Alistair Darling    | Labour Party | 2. Mai 1997                       | 27. Juli 1998     |               |
| Chief Secretary to the Treasury                                                  | Stephen Byers    | Stephen Byers       | Labour Party | 27. Juli 1998                     | 23. Dezember 1998 |               |
| Chief Secretary to the Treasury                                                  |                  | Alan Milburn        | Labour Party | 23. Dezember 1998                 | 11. Oktober 1999  |               |
| Chief Secretary to the Treasury                                                  |                  | Andrew Smith        | Labour Party | 11. Oktober 1999                  | 8. Juni 2001      |               |
| Kanzler/in des Herzogtums Lancaster Minister/in im Cabinet Office                |                  | David G. Clark      | Labour Party | 2. Mai 1997                       | 27. Juli 1998     |               |
| Kanzler/in des Herzogtums Lancaster Minister/in im Cabinet Office                |                  | Jack Cunningham     | Labour Party | 27. Juli 1998                     | 11. Oktober 1999  |               |
| Kanzler/in des Herzogtums Lancaster Minister/in im Cabinet Office                | Mo Mowlam        | Mo Mowlam           | Labour Party | 11. Oktober 1999                  | 8. Juni 2001      |               |
| Außenminister                                                                    | Robin Cook       | Robin Cook          | Labour Party | 2. Mai 1997                       | 8. Juni 2001      |               |
| Innenminister                                                                    | Jack Straw       | Jack Straw          | Labour Party | 2. Mai 1997                       | 8. Juni 2001      |               |
| Minister für Landwirtschaft, Fischerei und Ernährung                             |                  | Jack Cunningham     | Labour Party | 2. Mai 1997                       | 27. Juli 1998     |               |
| Minister für Landwirtschaft, Fischerei und Ernährung                             |                  | Nick Brown          | Labour Party | 27. Juli 1998                     | 8. Juni 2001      |               |
| Gesundheitsminister                                                              |                  | Frank Dobson        | Labour Party | 2. Mai 1997                       | 11. Oktober 1999  |               |
| Gesundheitsminister                                                              |                  | Alan Milburn        | Labour Party | 11. Oktober 1999                  | 8. Juni 2001      |               |
| Verteidigungsminister                                                            |                  | George Robertson    | Labour Party | 2. Mai 1997                       | 11. Oktober 1999  |               |
| Verteidigungsminister                                                            |                  | Geoff Hoon          | Labour Party | 11. Oktober 1999                  | 8. Juni 2001      |               |
| Minister/in für soziale Sicherheit                                               |                  | Harriet Harman      | Labour Party | 2. Mai 1997                       | 27. Juli 1998     |               |
| Minister/in für soziale Sicherheit                                               | Alistair Darling | Alistair Darling    | Labour Party | 27. Juli 1998                     | 8. Juni 2001      |               |
| Minister für Bildung und Beschäftigung                                           | David Blunkett   | David Blunkett      | Labour Party | 2. Mai 1997                       | 8. Juni 2001      |               |
| Minister/in für Handel und Industrie Präsident/in des Board of Trade             | Margaret Beckett | Margaret Beckett    | Labour Party | 2. Mai 1997                       | 27. Juli 1998     |               |
| Minister/in für Handel und Industrie Präsident/in des Board of Trade             | Peter Mandelson  | Peter Mandelson     | Labour Party | 27. Juli 1998                     | 23. Dezember 1998 |               |
| Minister/in für Handel und Industrie Präsident/in des Board of Trade             | Stephen Byers    | Stephen Byers       | Labour Party | 23. Dezember 1998                 | 8. Juni 2001      |               |
| Minister für Kultur, Medien und Sport                                            | Chris Smith      | Chris Smith         | Labour Party | 2. Mai 1997                       | 8. Juni 2001      |               |
| Ministerin für internationale Entwicklung                                        |                  | Clare Short         | Labour Party | 2. Mai 1997                       | 8. Juni 2001      |               |
| Minister/in für Nordirland                                                       | Mo Mowlam        | Mo Mowlam           | Labour Party | 2. Mai 1997                       | 11. Oktober 1999  |               |
| Minister/in für Nordirland                                                       | Peter Mandelson  | Peter Mandelson     | Labour Party | 11. Oktober 1999                  | 25. Januar 2001   |               |
| Minister/in für Nordirland                                                       | John Reid        | John Reid           | Labour Party | 25. Januar 2001                   | 8. Juni 2001      |               |
| Minister/in für Schottland                                                       |                  | Donald Dewar        | Labour Party | 2. Mai 1997                       | 17. Mai 1999      |               |
| Minister/in für Schottland                                                       | John Reid        | John Reid           | Labour Party | 17. Mai 1999                      | 25. Januar 2001   |               |
| Minister/in für Schottland                                                       |                  | Helen Liddell       | Labour Party | 25. Januar 2001                   | 8. Juni 2001      |               |
| Minister für Wales                                                               |                  | Ron Davies          | Labour Party | 2. Mai 1997                       | 27. Oktober 1998  |               |
| Minister für Wales                                                               |                  | Alun Michael        |              | Co-operative Party (Labour Co-op) | 27. Oktober 1998  | 28. Juli 1999 |
| Minister für Wales                                                               |                  | Paul Murphy         |              | Labour Party                      | 28. Juli 1999     | 8. Juni 2001  |
| Minister ohne Geschäftsbereich                                                   | Peter Mandelson  | Peter Mandelson     | Labour Party | 2. Mai 1997                       | 27. Juli 1998     |               |
| Staatsminister für Verkehr                                                       | Gavin Strang     | Gavin Strang        | Labour Party | 2. Mai 1997                       | 18. Juni 1998     |               |
| Weitere Teilnehmende an Kabinettssitzungen                                       |                  |                     |              |                                   |                   |               |
| Chief Whip                                                                       |                  | Nick Brown          |              | Labour Party                      | 2. Mai 1997       | 27. Juli 1998 |
| Chief Whip                                                                       |                  | Ann Taylor          | Labour Party | 27. Juli 1998                     | 8. Juni 2001      |               |
| Attorney General for England and Wales                                           |                  | John Morris         | Labour Party | 2. Mai 1997                       | 28. Juli 1999     |               |
| Attorney General for England and Wales                                           |                  | Gareth Wyn Williams | Labour Party | 28. Juli 1999                     | 8. Juni 2001      |               |